# Gilbert Armea Garcera
Gilbert Armea Garcera (Magarao, 2 febbraio 1959) è un arcivescovo cattolico filippino, dal 2 febbraio 2017 arcivescovo metropolita di Lipa. Dal 5 Luglio 2025 Presidente della Conferenza dei Vescovi Cattolici delle Filippine.

## Biografia
È nato a Magarao da Celestino Borja Garcera e Nenita Romero Armea.

### Formazione e ministero sacerdotale
Ha terminato gli studi elementari nel 1971 presso la Naga Parochial School e quelli secondari nel 1975 presso l'Holy Rosary Minor Seminary a Naga City. Ha proseguito gli studi presso il seminario minore Holy Rosary, dove ha conseguito il baccalaureato in filosofia nel 1979 e il baccalaureato in Sacra Teologia nel 1983 presso il seminario maggiore Holy Rosary. Il 29 maggio dello stesso anno è stato ordinato presbitero per l'arcidiocesi di Cáceres.
Ha conseguito il master in studi religiosi presso l'università Ateneo de Manila presso Quezon City nel 1992, con la tesi dal titolo: "Una proposta di programma di formazione catechetica di base per i sordi".
Dal 1992 al 1995 è stato direttore amministrativo di Radio Veritas Asia, mentre dal 2001 al 2003 è stato segretario generale aggiunto e tesoriere aggiunto della Conferenza episcopale cattolica delle Filippine.
È diventato direttore nazionale ad interim delle Pontificie Opere Missionarie delle Filippine e segretario esecutivo ad interim della Commissione episcopale per la missione della Conferenza episcopale cattolica delle Filippine dal 2002 al 2003.
Nel 2004 ha conseguito il dottorato in filosofia in sviluppo organizzativo presso l'istituto interdisciplinare di sviluppo Sud-Est asiatico ad Antipolo, con la sua tesi "Un intervento OD nell'evoluzione della cultura organizzativa desiderata dalle Commissioni Episcopali della Conferenza Episcopale Cattolica" delle Filippine".
È stato scelto per presiedere il comitato di programmazione del Congresso Missionario Asiatico in Thailandia tenutosi nel 2006 ed è diventato membro del comitato supremo delle Pontificie Opere Missionarie dal 2005 al 2010.

### Ministero episcopale

Stemma da vescovo

Il 4 aprile 2007 papa Benedetto XVI lo ha nominato terzo vescovo di Daet, in seguito alle dimissioni del vescovo Benjamin J. Almoneda. È stato ordinato vescovo il 29 giugno 2007, nella basilica minore di Nostra Signora di Peñafrancia, nella città di Naga, da Leonard Zamora Legaspi, arcivescovo metropolita di Cáceres, co-consacranti il vescovo emerito di Daet Benjamin de Jesus Almoneda e l'arcivescovo di Cotabato Orlando Beltran Quevedo.
Il 18 febbraio 2011 e il 7 giugno 2019 è stato ricevuto in udienza papale insieme agli altri vescovi filippini durante la visita ad limina.
Nell'ottobre 2015 ha partecipato al sinodo dei vescovi sulla famiglia tenutosi in Vaticano.
Il 2 febbraio 2017 papa Francesco lo ha nominato arcivescovo metropolita di Lipa, succedendo a Ramon Cabrera Argüelles, che aveva guidato l'arcidiocesi per 13 anni. Il 21 aprile 2017 ha preso possesso dell'arcidiocesi mentre il 17 gennaio 2018 l'arcivescovo Gabriele Giordano Caccia, nunzio apostolico nelle Filippine gli ha imposto il pallio che era stato benedetto dal Santo Padre durante la festa dei Santi Pietro e Paolo nella basilica di San Pietro in Vaticano. Il 5 Luglio 2025 è eletto Presidente della Conferenza dei Vescovi Cattolici delle Filippine.

## Genealogia episcopale
La genealogia episcopale è:
- Cardinale Scipione Rebiba
- Cardinale Giulio Antonio Santori
- Cardinale Girolamo Bernerio, O.P.
- Arcivescovo Galeazzo Sanvitale
- Cardinale Ludovico Ludovisi
- Cardinale Luigi Caetani
- Cardinale Ulderico Carpegna
- Cardinale Paluzzo Paluzzi Altieri degli Albertoni
- Papa Benedetto XIII
- Papa Benedetto XIV
- Papa Clemente XIII
- Cardinale Marcantonio Colonna
- Cardinale Giacinto Sigismondo Gerdil, B.
- Cardinale Giulio Maria della Somaglia
- Cardinale Carlo Odescalchi, S.I.
- Cardinale Costantino Patrizi Naro
- Cardinale Lucido Maria Parocchi
- Papa Pio X
- Cardinale Gaetano De Lai
- Cardinale Raffaele Carlo Rossi, O.C.D.
- Cardinale Amleto Giovanni Cicognani
- Arcivescovo Bruno Torpigliani
- Arcivescovo Leonard Zamora Legaspi, O.P.
- Arcivescovo Gilbert Armea Garcera